# Gemaal Wortman
Het Gemaal Wortman is een gemaal bij Lelystad.

## Geschiedenis
Gemaal Wortman is een van de drie gemalen die werden gebruikt bij het droogmaken van de polder Oostelijk Flevoland. De twee andere gemalen zijn het Gemaal Lovink bij Harderhaven (tegenover Harderwijk) en het Gemaal Colijn bij Ketelhaven. De twee laatste gemalen zijn elektrische gemalen; het Gemaal Wortman daarentegen is een dieselgemaal.
Het Gemaal Wortman is genoemd naar dr. ir. Hendrik Wortman (1859-1939), een belangrijke figuur in de geschiedenis van de Zuiderzeewerken. Van 1919 tot 1929 was Wortman directeur-generaal van de Dienst der Zuiderzeewerken, die tot taak had de polders aan te leggen.
Op 13 september 1956 werd de ringdijk om de polder Oostelijk Flevoland gesloten. In november 1956 werd het Gemaal Wortman in bedrijf gesteld. Op 27 juni 1957 viel Oostelijk Flevoland officieel droog.

## Huidige functie en capaciteit
Ook na het droogvallen van de polder bleef het Gemaal Wortman in bedrijf. Het bemaalt de lage afdeling van de polders Oostelijk en Zuidelijk Flevoland. De pompinstallatie bestaat uit vier centrifugaalpompen. Bij normaal bedrijf is het pomptoerental circa 110 omwentelingen per minuut. De totale capaciteit van de vier pompen bedraagt 2.000 m³ water per minuut bij een opvoerhoogte van 6 meter. De pompaandrijving gebeurt door vier 7-cilinder-4-taktdieselmotoren van het type Stork-Hesselman, met een vermogen van 736 kW.
De onderbouw van het gemaal is van gewapend beton uitgevoerd en bezit vier zuigmonden en vier perskokers. Het gebouw is als betonskelet met baksteenvulling opgetrokken. Over de vier zuigmonden ligt een vaste betonnen plaatbrug met een rijbreedte van 11 meter. De twee voetpaden zijn elk 1,05 meter breed. De rijvloerhoogte is NAP + 1.70 meter.
Het Gemaal Wortman wordt beheerd door het Waterschap Zuiderzeeland.

## Kunstwerken
In de zuidwestgevel van het Gemaal Wortman is een beeldhouwwerk geplaatst van de beeldhouwer Paul Grégoire (1915-1988), hoogleraar aan de Rijksakademie van beeldende kunsten in Amsterdam. Het hoofdmotief van de voorstelling is een beeldengroep: links een vrouwenfiguur (de zee), die een kind (het nieuwe land) afstaat aan een sterke mannenfiguur, die het land zal bewerken en bewonen. In zijn rechterhand houdt de mannenfiguur de dijk die land en water scheidt. Op zijn linkerhand zit een vogel.
Op de binnenwand van de gevel is een wandschildering aangebracht, ontworpen en uitgevoerd door de schilder en keramist Hans van Norden (1915). De drieledige decoratie beeldt links de zee uit met elementen als vissersschepen, netten en vogels. Rechts ziet men het nieuwe land met boom- en plantengroei en een huis, waar de vlag is uitgestoken. Tussen de beide panelen bevindt zich een middendeel met vogels en vissen.

## Afbeeldingen

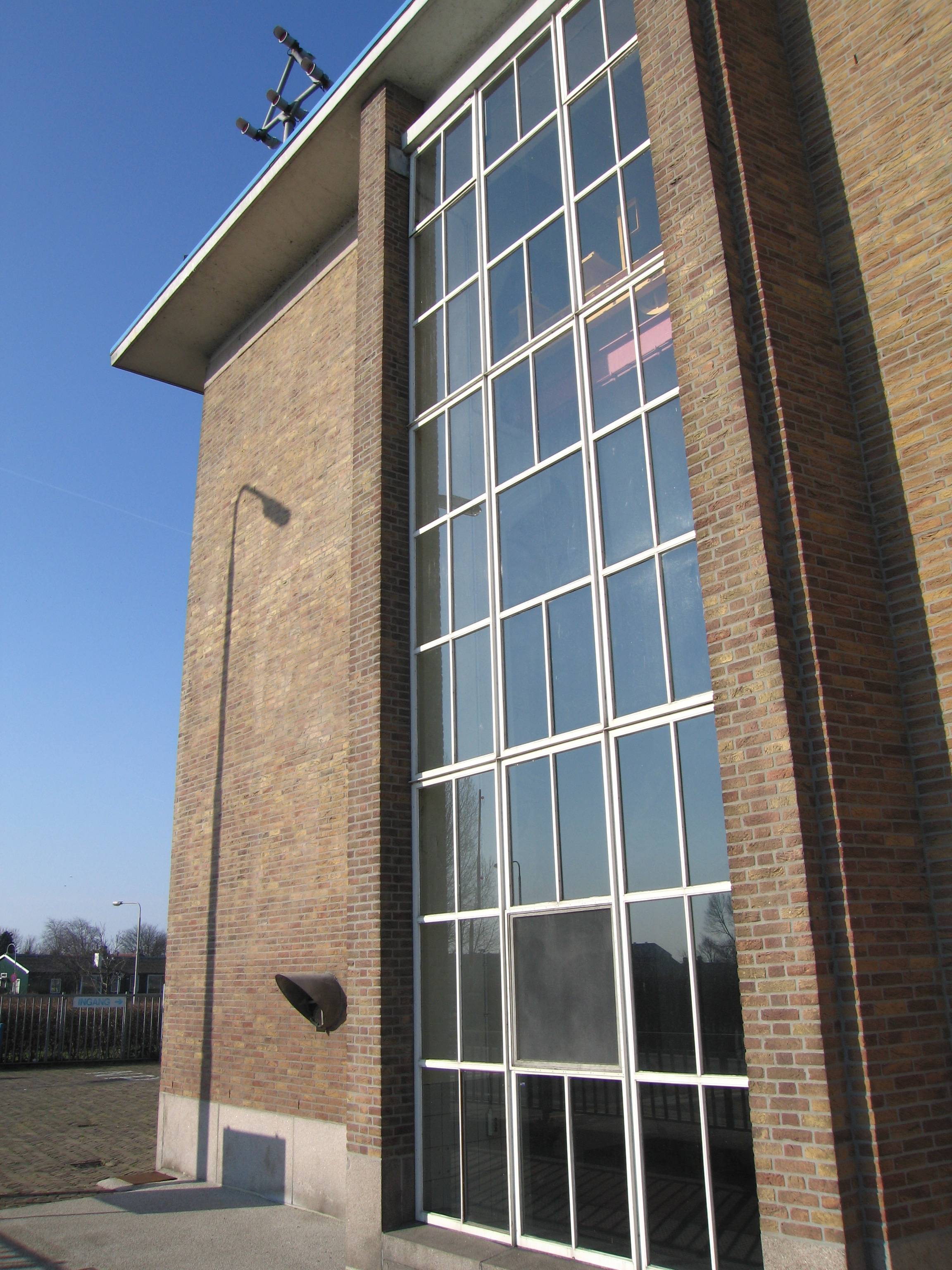
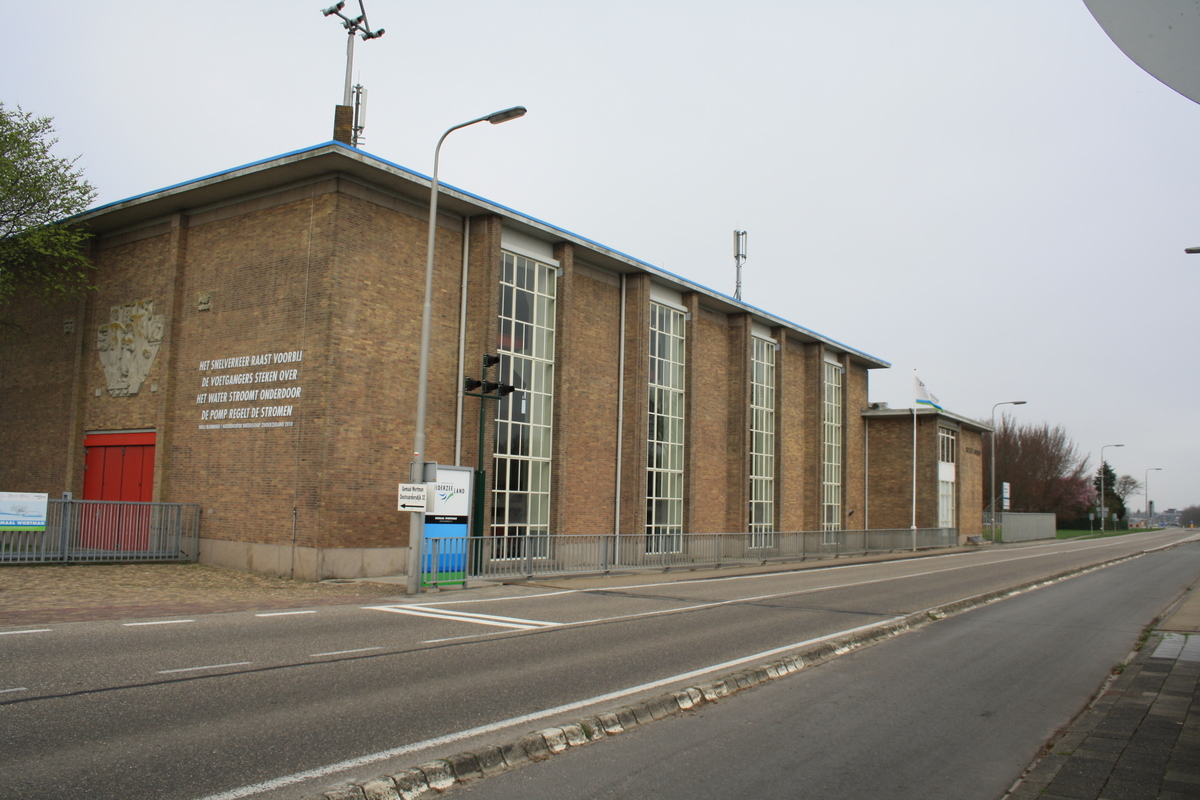
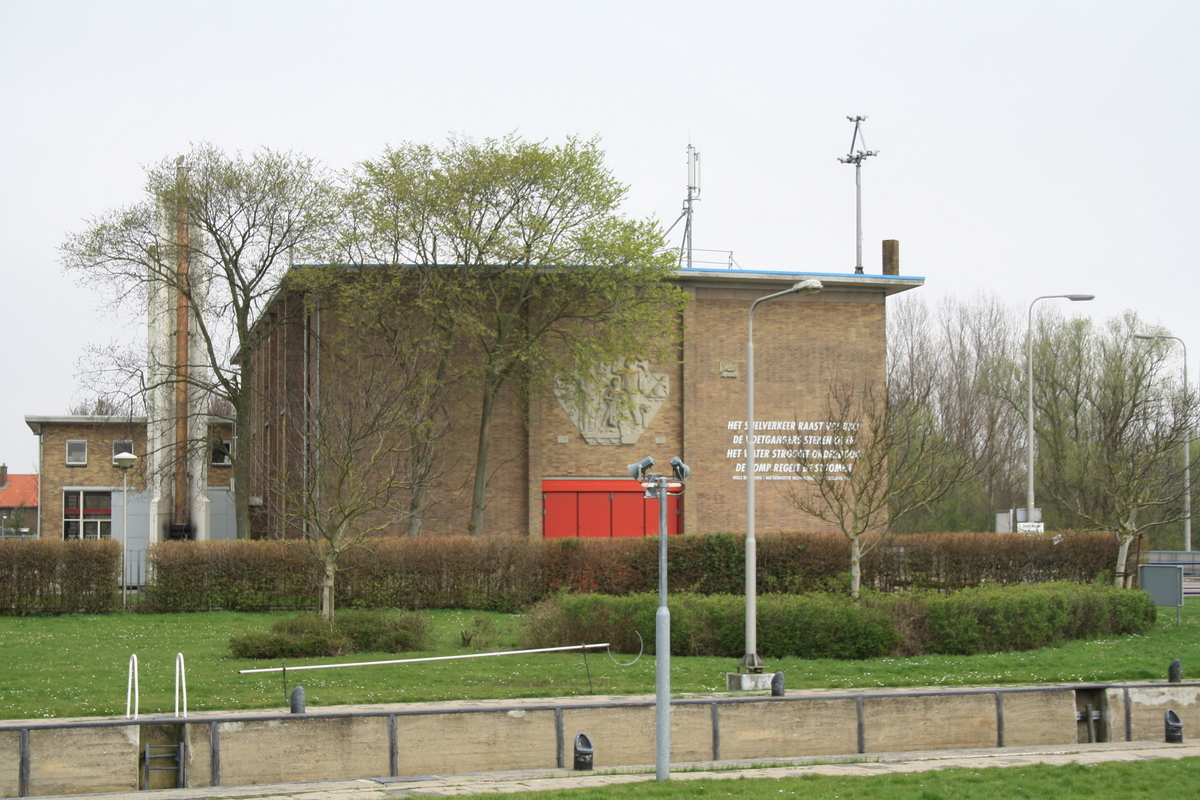

Gemaal Buma · 
Gemaal Colijn · 
Gemaal De Blocq van Kuffeler · 
Gemaal Lovink · 
Gemaal Smeenge · 
Gemaal Vissering · 
Gemaal Wortman